# Michail Ostrogradski

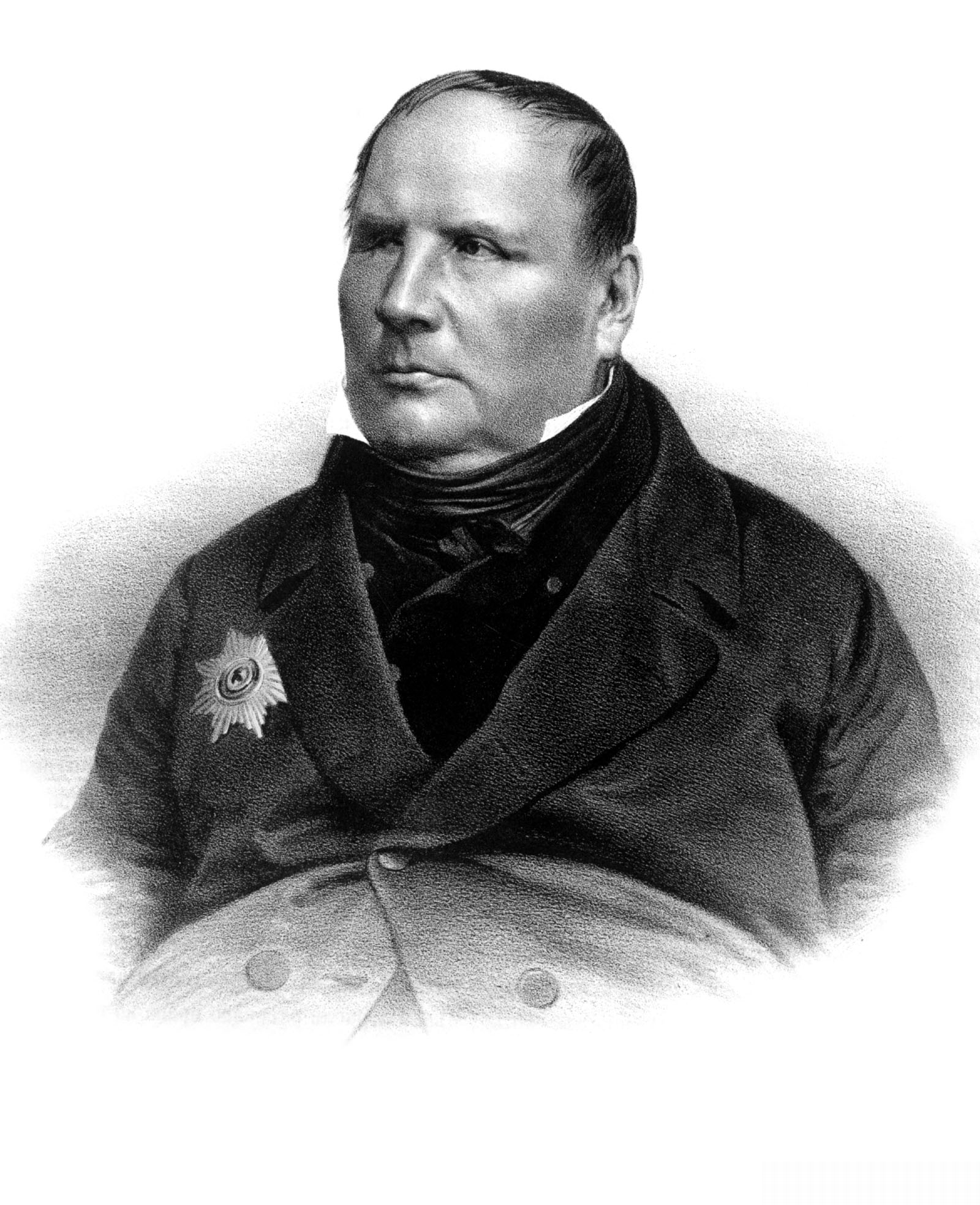
Michail Vasilivitsj Ostrogradski

Mikcail Vasilivitsj Ostrogradski (Russisch: Михаил Васильевич Остроградский) (Poltava, 24 september 1801 – aldaar, 1 januari 1862) was een Russisch wiskundige, werktuigkundige en natuurkundige.
Ostrogradski wordt beschouwd als een leerling van Leonhard Euler en was in het midden van de 19e eeuw een van de leidende wiskundigen van het keizerlijke Rusland. 